# Chiesa di Santa Maria del Voto
La chiesa di Santa Maria del Voto conosciuta anche come chiesa dei Romiti, è una chiesa della Diocesi di Forlì-Bertinoro che sorge nel sobborgo dei Romiti, fuori della Porta Schiavonia, sull'antica via che da Forlì conduce a Firenze e costeggia il corso del fiume Montone.

## Storia
Alcune notizie riferiscono di un romitorio sorto nella zona sud ai margini della città di Forlì fin dal IX secolo. Qui sarebbe vissuto un eremita di nome Valeriano che con il tempo sarebbe stato oggetto di venerazione soprattutto da parte della gente di campagna e la cui biografia avrebbe avuto uno sviluppo con un'agiografia più vasta che ne fonde la figura con altri santi omonimi. Sul luogo di sepoltura di Valeriano sarebbe sorta nel XI secolo una chiesetta a lui dedicata. 
La zona diviene sede preferenziale per la fondazione di insediamenti di Templari e Agostiniani, tanto che in alcuni documenti del XVII secolo si trovano riferimenti alla chiesa come Sant'Agostino dei Romiti.
Nel XVI secolo sorge sul luogo dove ora si trova la chiesa attuale una cappella dedicata a Maria, che aveva impianto semplice, un'immagine della Madonna dipinta sull'unico altare. Legato alla cappella è un campo adiacente, gestito da una confraternita di nobili laici forlivesi di cui nel 1510 vengono riferiti il numero (venti) e i nomi in un atto notarile. La gestione della chiesa viene affidata dai laici a dei frati dell'Ordine degli Eremiti di San Girolamo (Girolamini). I frati edificano un convento nel 1513, chiamato Santa Maria degli Eremiti e ingrandiscono la chiesa, ma nel 1556 Bino Orbetelli, comandante dell'esercito di papa Paolo IV, decreta l'abbandono di chiesa e convento e probabilmente li riduce a rovine, perché teme possano diventare rifugio per gli spagnoli, suoi nemici. A seguito di questo evento i Girolamini ottengono di potersi trasferire in città, nella chiesa di San Michele Arcangelo, dove trasportano gli oggetti salvati dalla distruzione della chiesa, fra cui l'immagine della Madonna.

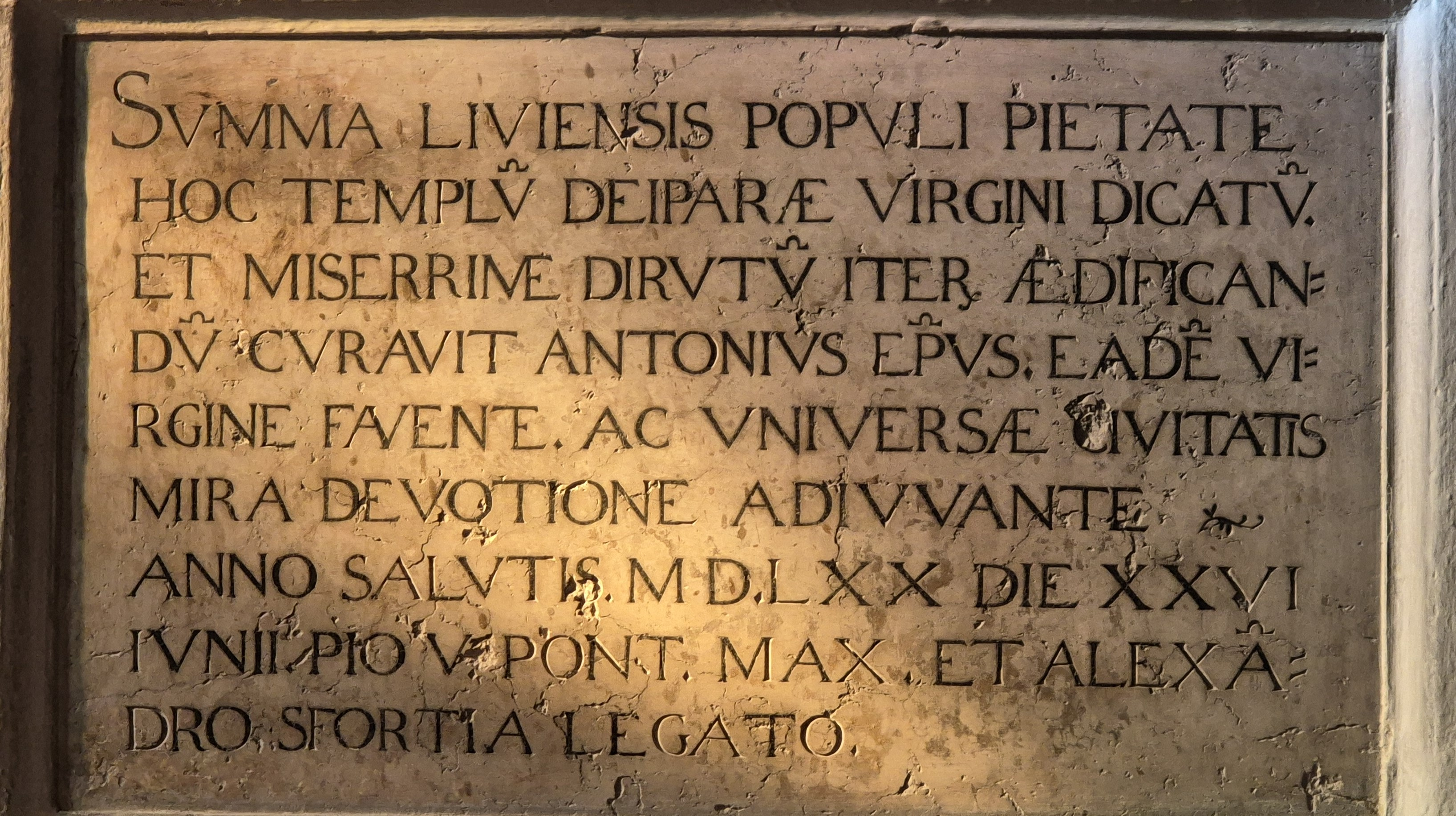
Lapide in Santa Maria del Voto o Chiesa dei Romiti

La chiesa resta quindi in forma di rudere fino al 1570, anno in cui si verifica un fatto che viene riportato da un atto di un notaio della Curia Vescovile, Lattanzio Biondini. L'11 giugno un uomo di nome Vangelista Di Girolamo da Faenza colloca come ex voto una piccola immagine in carta della Madonna del Fuoco di Faenza portata con sé da Faenza dentro la chiesa abbandonata. La devozione popolare pensa sia un'apparizione miracolosa e così la gente fa allestire un altare e predisporre celebrazioni liturgiche, durante una delle quali, il 25 giugno, una bambina claudicante, Giustina Liacchi, appare guarita. Il vescovo di Forlì, Antonio Giannotti, favorisce il recupero e il restauro della chiesetta, dando l'approvazione a che si officiasse al suo interno. A memoria di questo evento esiste una lapide ora murata a sinistra dentro la chiesa. Da questo momento la chiesa comincia a essere chiamata Santa Maria del Voto, nome che poi finirà per prevalere come nome ufficiale (anche se il nome del quartiere, i Romiti, resta molto usato per definire popolarmente la chiesa).
Il 25 novembre 1573 il Visitatore Apostolico, Monsignor Girolamo Ragazzoni nomina la chiesa parrocchia. La chiesa parrocchiale viene inaugurata da Monsignor Antonio Giannotti il 12 marzo 1577, dato che l'atto formale è del 1 marzo 1577. Nel 1583 la chiesa viene dotata di un proprio battistero.
Nel 1636 nella zona si verifica un'esondazione del fiume Montone che lascia nella zona e nella chiesa dei danni che vengono sanati grazie all'intervento della popolazione. A questo punto la chiesa è nota come Sant'Agostino di Fuori, ovvero al di fuori delle mura.
Nel 1779 la parrocchia viene aggregata alla Congregazione di Castiglione e diventa arcipretura, grazie alla presenza del battistero. Il titolo viene ribadito anche in un decreto del 1794.
L'occupazione napoleonica del 1796 non tocca la chiesa e le opere più importanti non sono oggetto di spoliazione. Restano quindi nella chiesa la Visitazione, dipinto del 1576 di Pier Paolo Menzocchi e i riquadri con San Francesco, Sant'Andrea apostolo, San Cosma e San Damiano, di Livio Modigliani.
Una statua di San Donnino, opera della bottega Ballanti-Graziani di Faenza viene posta nella chiesa nel 1858. 
Una figura importante per la chiesa dei Romiti è don Emilio Gezzi, arciprete dal 1910 al 1960. Nella lunga gestione della chiesa si prodiga per restaurare, consolidare e decorare la chiesa. Nel 1913 la chiesa viene restaurata a consolidata nelle forme romaniche dall'architetto Leonida Emilio Rosetti. Del 1926 è la decorazione absidale del pittore ferrarese Giorgio Sallustio Rossi, che lavora in stile neobizantino, mentre nel 1937 vengono collocate le quattordici stazioni della Via Crucis in legno realizzate da Ferdinando Prinoth, scultore di Ortisei.
A causa della zona strategica la canonica della chiesa viene occupata nel 1943 per cinque mesi dalla Wehrmacht, che provoca svariati danni, in particolare dovuti all'incendio delle cabine dell'energia elettrica e allo scarso riguardo e rispetto usato dai soldati nei confronti della stessa chiesa.
La chiesa viene restaurata a partire dal febbraio 1946, con lavori sovrintesi da Giuseppe Camporesi e Gino Cervesi. In questa occasione, oltre a necessari interventi di ripristino, si ha anche l'apertura delle finestre in stile romanico, il rifacimento dell'altare in marmo di Carrara e il restauro dell'antico organo. La chiesa dopo i lavori viene restituita al culto nel Natale del 1948.

## Descrizione

### Esterno

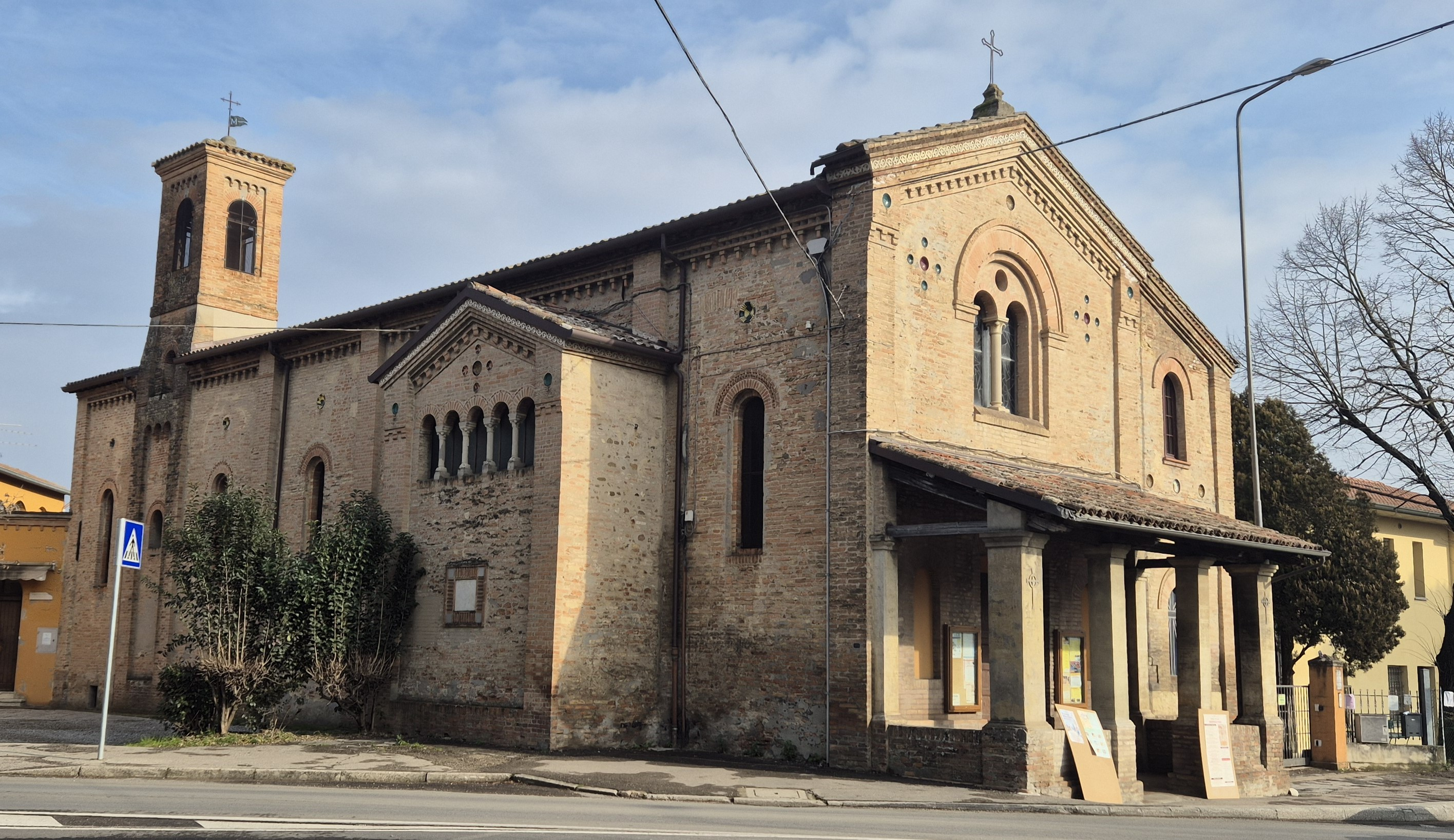
Santa Maria del Voto o Chiesa dei Romiti (Forlì) Esterno laterale

La chiesa è realizzata in mattoni e ha una facciata in stile romanico a capanna. Presenta un'articolazione complessa, sia sul fronte, dove si trovano un'elegante bifora contenuta in un arco e un porticato in legno, sia nei lati. 
La facciata non è simmetrica e presenta a destra un prolungamento dello spiovente, che a sinistra manca. Il portico poggia su quattro pilastri e presenta un tetto con coppi. Nella zona destra si trovano addossati edifici parrocchiali, mentre nella sinistra si identifica il corpo aggettante di una cappella che presenta una serie di aperture ad arco divise da elementi in marmo. Completano l'effetto dinamico i contrafforti sporgenti, le maioliche faentine inserite nel tessuto di facciata e lati e le decorazioni del timpano, con una dentellatura ed elementi fitomorfi di colore chiaro che profilano il tetto.

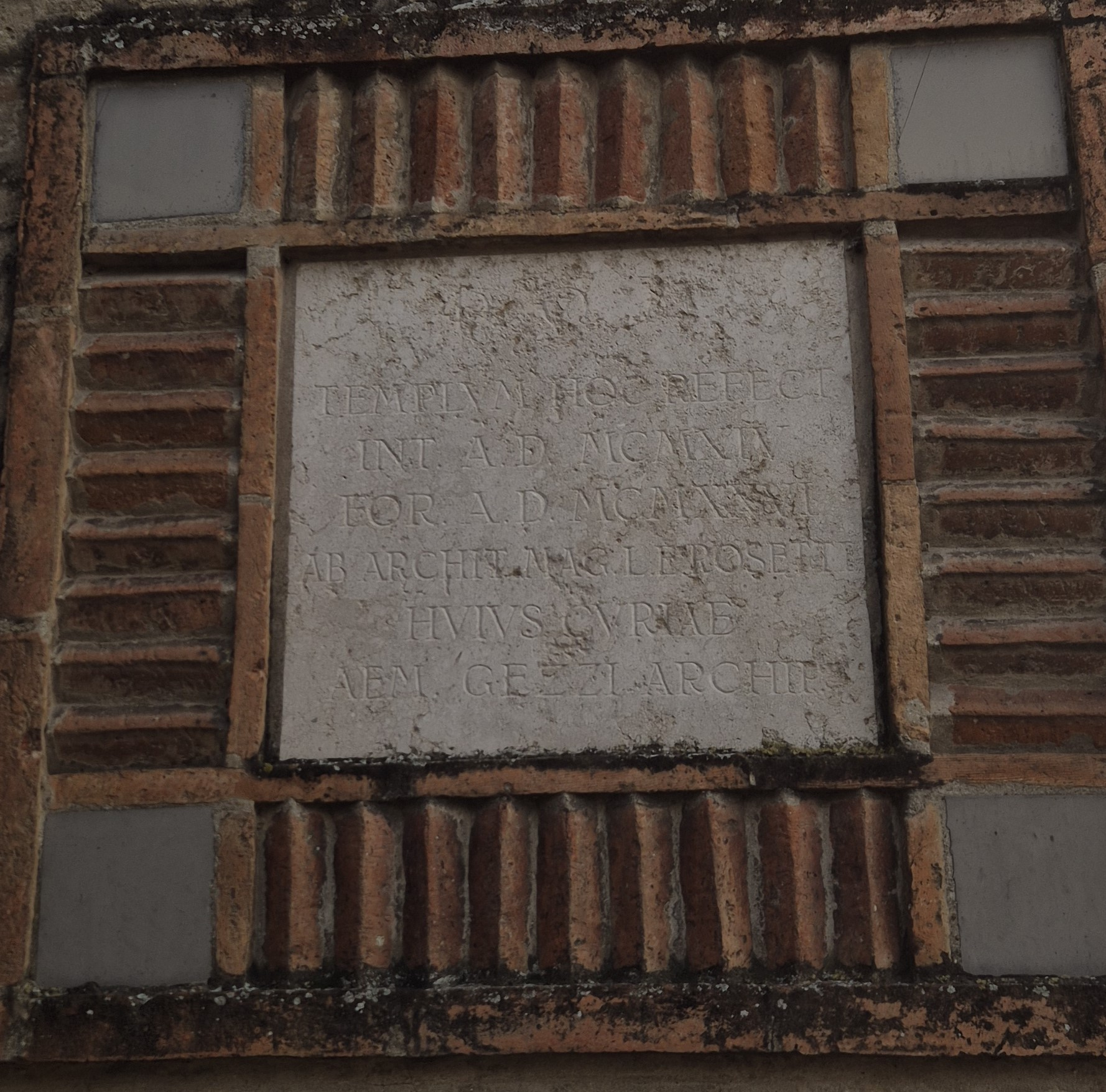
Lapide nel muro esterno

Sul lato sinistro si trova murata una lapide che ricorda i lavori eseguiti da Leonida Emilio Rosetti.
Il piccolo campanile a pianta quadrata è caratterizzato da un'apertura ad arco per ogni lato.

### Interno

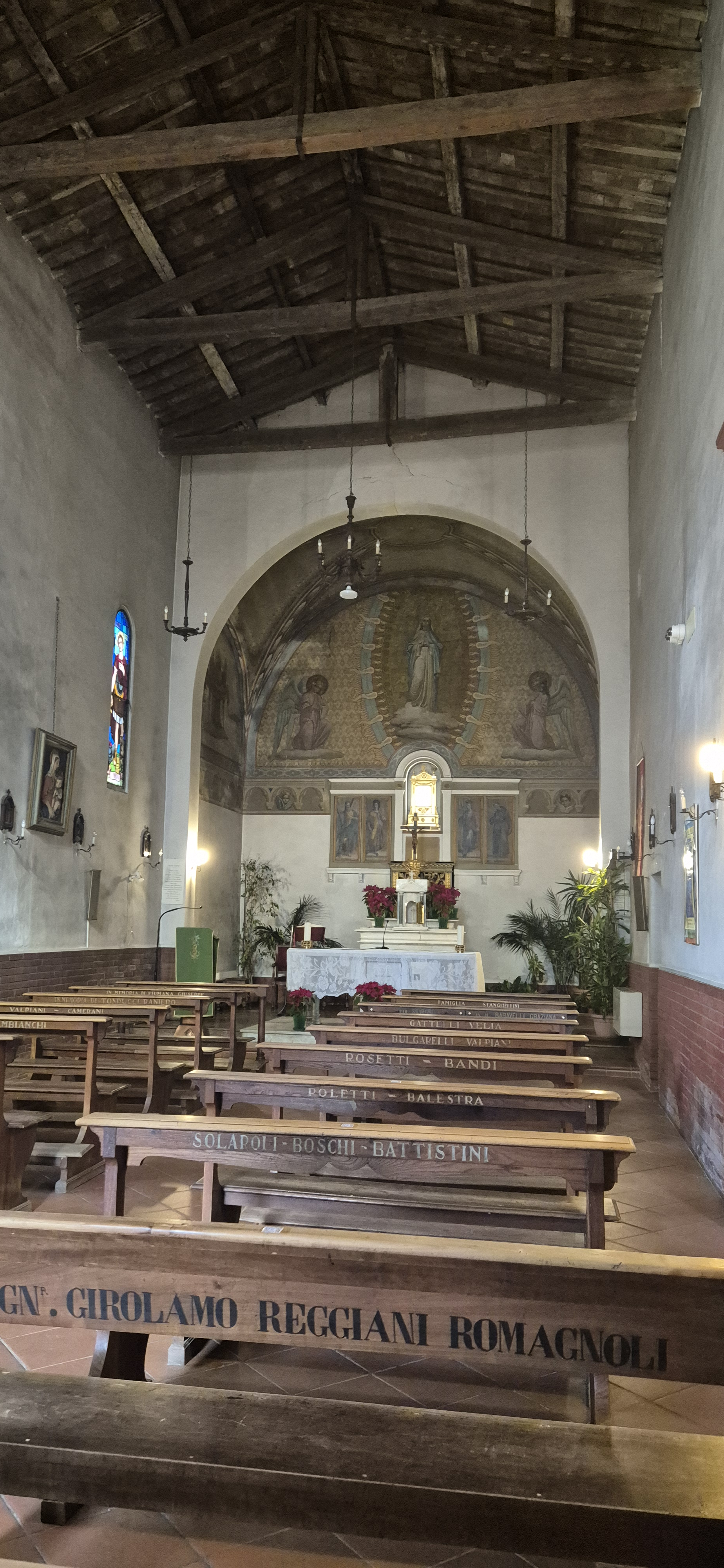
Interno

L'interno si presenta ad aula unica, con un discreto sviluppo verso l'alto. Il soffitto è a capriate lignee. A destra dell'ingresso si trova il battistero, un piccolo locale che coincide con il prolungamento della facciata. All'interno si trova la statua di San Donnino della bottega Ballanti-Graziani. 

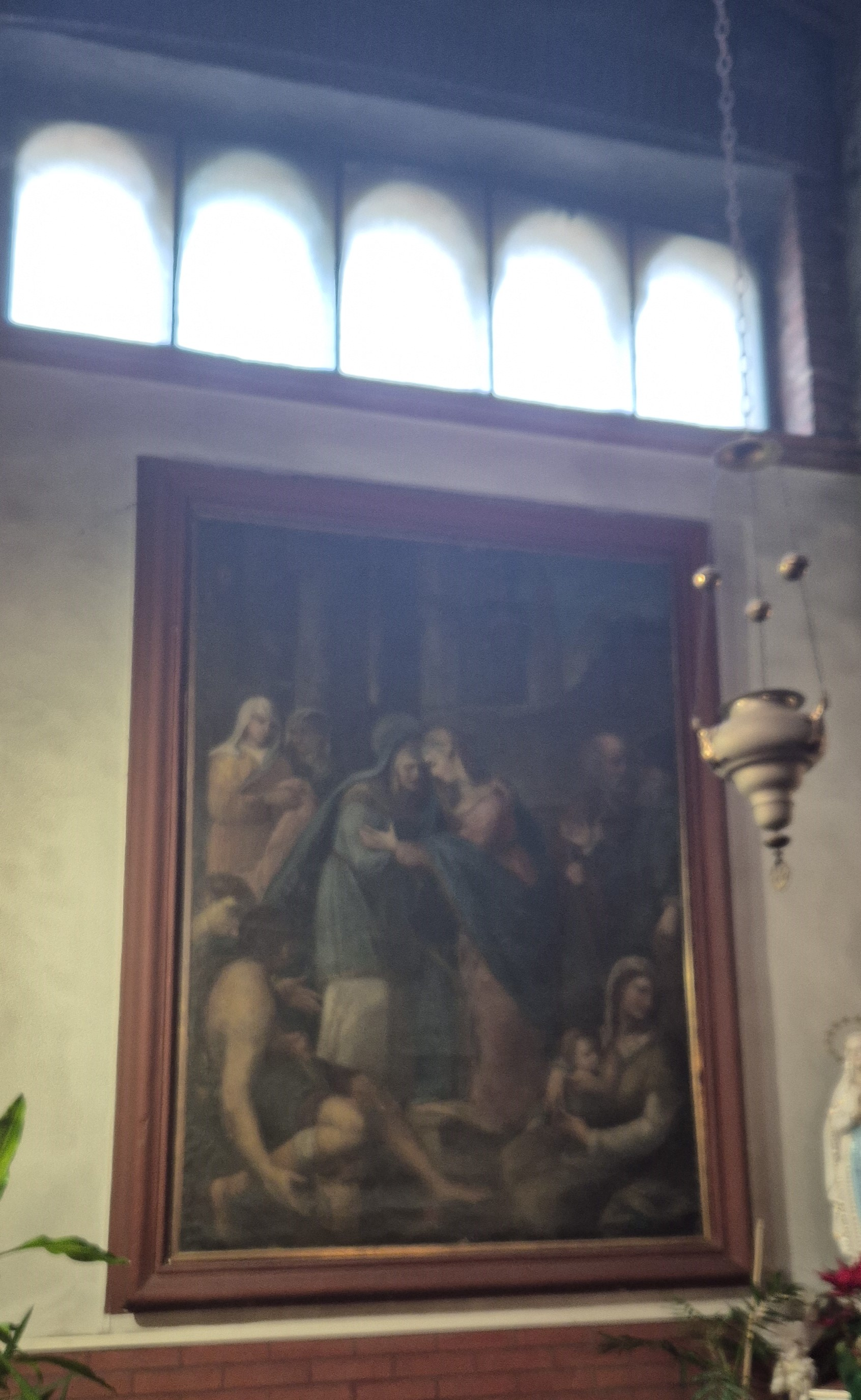
Chiesa di Santa Maria del Voto o Chiesa dei Romiti (Forlì). Cappella con la Visitazione di Pier Paolo Menzocchi

Nella cappella a sinistra si trova la Visitazione di Pier Paolo Menzocchi (1576), un tempo sull'altare maggiore. 

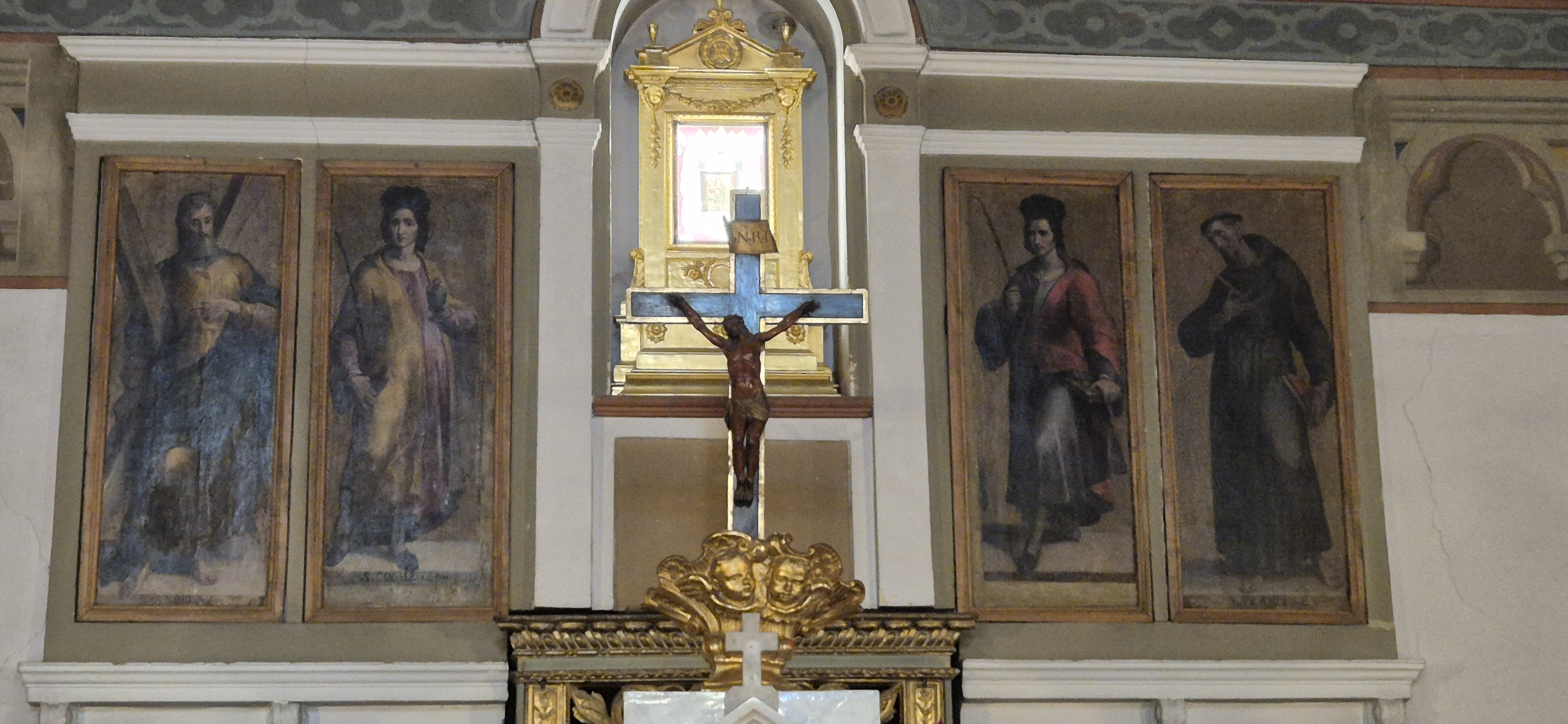
Livio Modigliani, Santi Andrea, Cosma, Damiano e Francesco, olio su tavola, 120x41 cm, Forlì, Chiesa di Santa Maria del Voto

Sull'altare maggiore si trovano le quattro tavole con i santi dipinti da Livio Modigliani. Queste, realizzate a olio su tavola, misurano ognuna 120x41 cm. Le figure allungate, i colori guizzanti e le pose articolate sono tipiche di un linguaggio manierista.

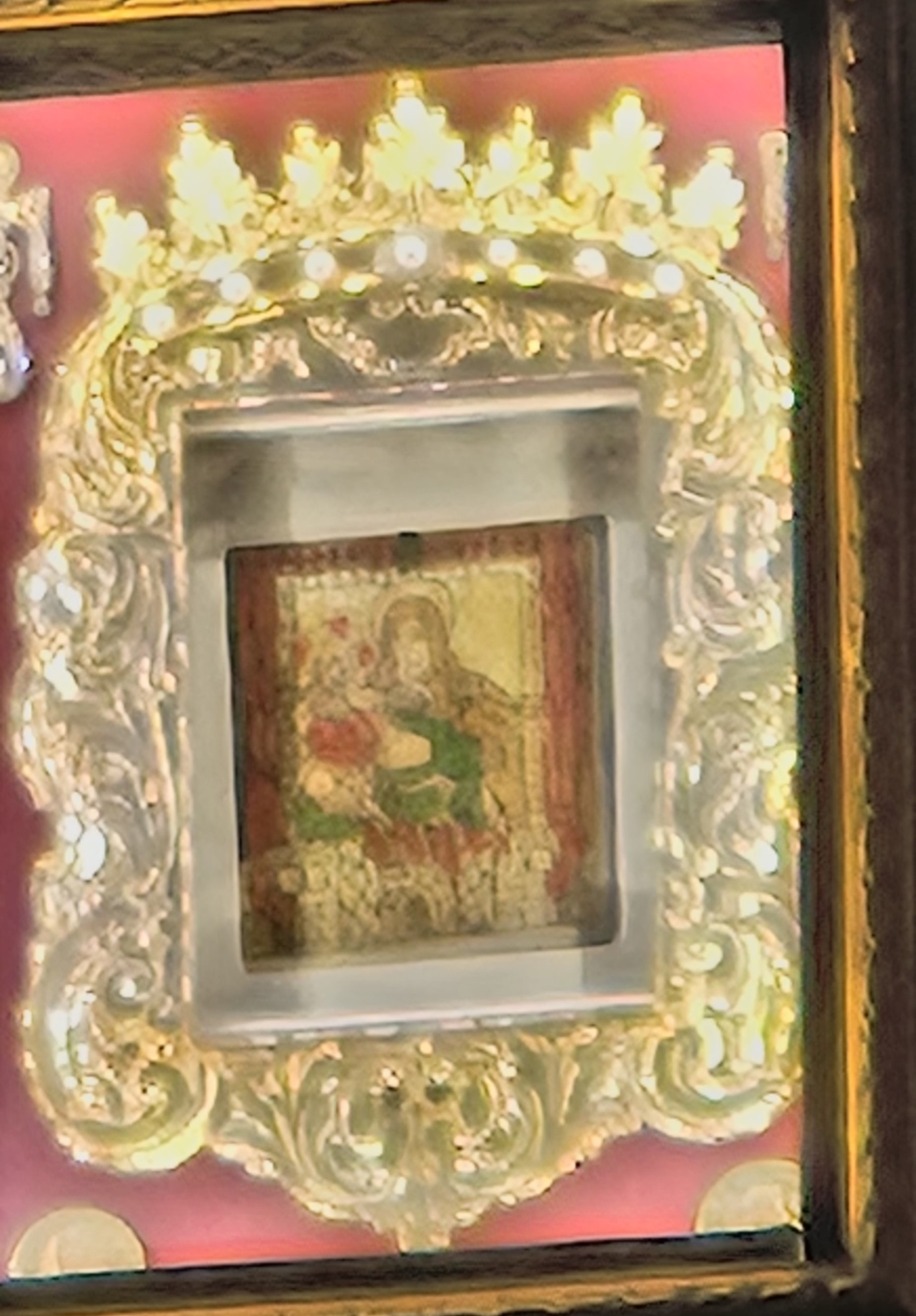
Madonna del Voto

Al centro dell'altare si trova collocata l'immagine che dà il nome alla chiesa, ovvero quell'immagine su carta che rappresenta la Madonna del Fuoco di Faenza offerta come ex voto nel Cinquecento e pertanto chiamata Madonna del Voto. L'immagine è tipica della devozione popolare e presenta figure marcate e sproporzionate e colori accesi dove particolarmente viene evidenziato il rosso usato per il fuoco. Nel tempo la devozione per questa Madonna del fuoco è stato accresciuto anche dalla presenza del pericolo costituito dal fiume, facile a esondare, che il fuoco rappresentato nell'immagine idealmente sconfigge.
Nell'altare si trovano anche dipinti di Giorgio Sallustio Rossi. Le vetrate policrome sono state collocate nel 1983 e raffigurano In controfacciata la Visitazione e due pellegrini e sul lato Sant'Antonio, San Giuseppe e San Donnino.

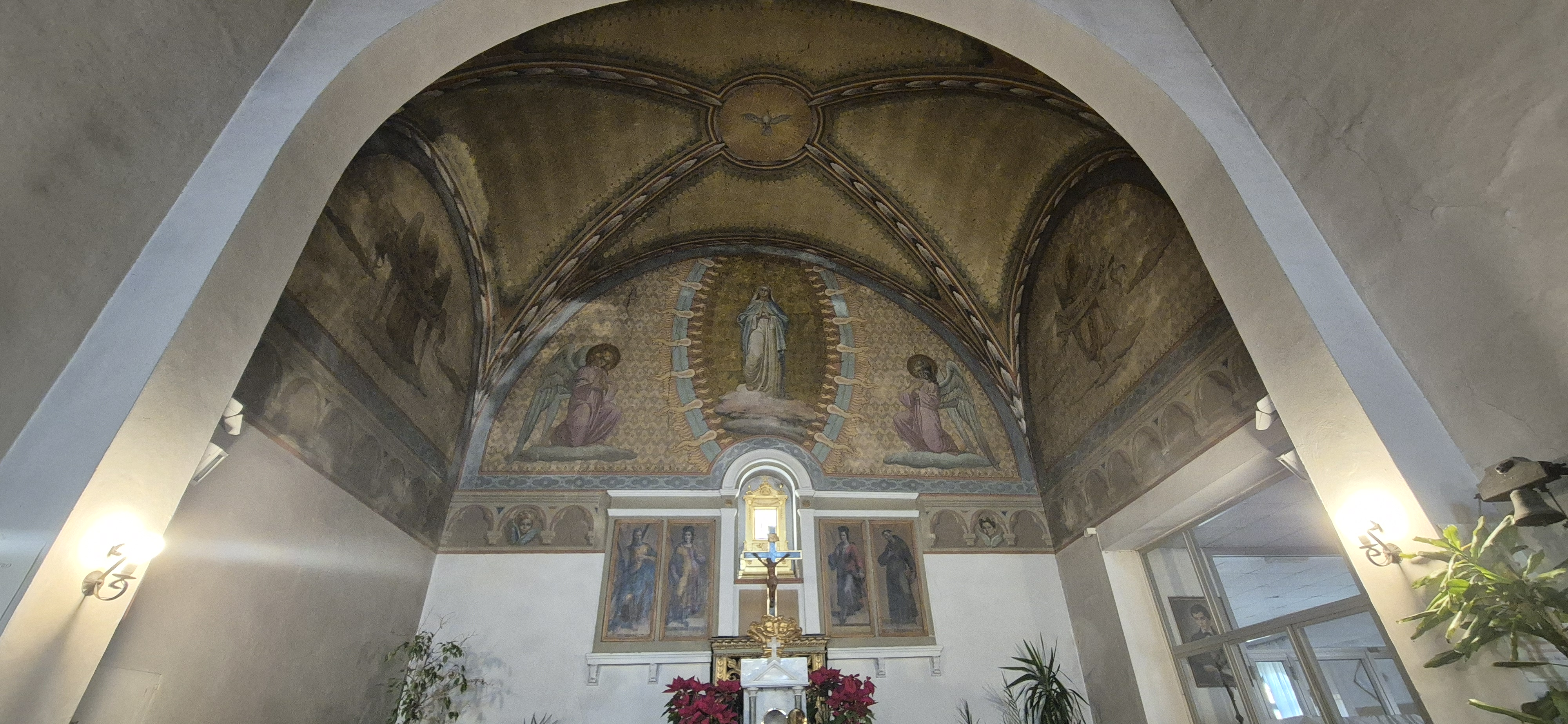
Decorazione abisdale